# Iset (dochter van Thoetmosis III)
Iset of Isis was een prinses uit de 18e dynastie van Egypte, dochter van farao Thoetmosis III en zijn grote koninklijke vrouwe Meritre-Hatsjepsoet.
Zij is een van de zes bekende kinderen van Thoetmosis III en Meritre. Haar broers zijn farao Amenhotep II, prins Mencheperre en haar zussen prinses Nebetioenet, Meritamen en de tweede Meritamen. Samen met haar zusters en Menkheperre wordt zij afgebeeld op een standbeeld van hun grootmoeder aan moeders zijde, de priesteres Hoei (thans in het British Museum). Zij wordt kleiner afgebeeld dan de anderen, en is dus waarschijnlijk de jongste geweest.